# Dombrovszky Linda
Dombrovszky Linda (Debrecen, 1980. január 26. –) magyar filmrendező, forgatókönyvíró, producer. Legismertebb alkotása a Pilátus című tévéfilm, amely több hazai és nemzetközi díjat nyert, köztük a Milánói Filmdíjat.

## Tanulmányai
Gimnáziumi tanulmányait 1994 és 1998 között a budapesti Városmajori Gimnáziumban végezte, ahol média- és mozgóképkultúra tantárgyból is érettségizett. Ezt követően a Szellemkép Szabadiskolában egyéves filmes képzésen vett részt. 2000 és 2005 között a Pázmány Péter Katolikus Egyetem német és kommunikáció szakos hallgatója volt, ahol filmes specializációt is választott. Egyetemi évei alatt 2004-ben egy szemesztert a németországi mainzi Johannes Gutenberg Egyetemen töltött, ahol német irodalmat hallgatott. Tanulmányait 2004-től a Színház- és Filmművészeti Egyetemen folytatta adásrendező szakon, majd 2007-től a film- és televíziórendező mesterképzésen szerzett diplomát. 2009 és 2013 között a római Centro Sperimentale di Cinematografia filmrendező szakos hallgatója volt, ahol nemzetközi környezetben sajátíthatta el a szakma technikai és dramaturgiai alapjait. Itt, a Római Fiilmakadémián 2013-ban diplomázott film-és televízió rendező szakon. 2019-től a Metropolitan Egyetem oktatója.

## Életpályája
Pályája során egyaránt készített dokumentumfilmeket, rövidfilmeket, tévéfilmeket és fikciós sorozatokat. Első elismerést kiváltó munkái között szerepelt A kockaember (2017) és az Újjászületés (2019) című rövidfilm. 2019-ben a Don Juan kopaszodik című Herczeg Ferenc-adaptációval debütált a televízióban. Legnagyobb szakmai visszhangot kiváltó munkája a 2020-ban bemutatott Pilátus című tévéfilm volt, mely Szabó Magda azonos című regényének feldolgozása. A film elnyerte a Magyar Mozgókép Díjat, valamint több nemzetközi díjat is, köztük a Milánói Filmdíjat a legjobb rendezés, legjobb női főszereplő, legjobb vágás és legjobb operatőr kategóriákban.
2023-ban rendezte meg Petőfi Sándor művének adaptációját A helység kalapácsa címmel, 2024-ben pedig S.E.R.E.G. címmel televíziós sorozatot készített.
Művészetét gyakran jellemzi a dokumentarista és a játékfilmes formanyelv ötvözése, animációs elemekkel kiegészítve. Filmjeiben különös figyelmet fordít az időskor érzékeny ábrázolására, mint ahogy az a Volt egyszer két balerina és a Hetvenes című alkotásaiban is megfigyelhető.
Filmrendezőként, producerként és forgatókönyvíróként egyaránt aktív, 18 projektben vett részt producerként, és több forgatókönyv társszerzője.
Keresett interjúalanya a magyarországi filmes portáloknak ezek közé tartozik a Film.hu, a Fidelio és az Ars Sacra.

## Oktatói pályafutása és zsűritagságai
2018 óta oktatóként is aktív, a Budapesti Metropolitan Egyetemen tanít rendezést és képi alkotást. 2021-től meghatározó szereplője az intézmény filmképzésének. Emellett rendszeresen zsűrizik hazai és nemzetközi filmfesztiválokon, köztük az Oberhauseni Rövidfilmfesztiválon, a Faludi Filmszemlén, a Cinemira Gyerekfilmfesztiválon és az Ars Sacra Fesztiválon.

## Díjai, kitüntetései
Rendezői tevékenysége elismeréseként több díjban is részesült. A Pilátus című filmért megkapta a Magyar Mozgókép Díjat 2021-ben, valamint elnyerte az Arany Medál díjat is 2020-ban. A Milánói Filmdíjon a legjobb rendezés mellett a film számos további kategóriában is győzött.

## Film- és televíziórendezői munkássága
- Keser-édes (2005)
- Magánynomozók (2014)
- Zsaruk (2014-2015)
- Oltári csajok (2017)
- Tóth János (2018-2019)
- Don Juan kopaszodik (2019)
- Pilátus (2020)[14]
- Mintaapák (2020-2021)
- A helység kalapácsa (2023)
- S.E.R.E.G. (2024)[15]

## Forgatókönyvíróként
- 2019 - Rebirth
- 2019 - Újjászületés
- 2013 - Harmadnapon
- 2010 - Nulladik találkozás
- 2008 - Csavargó
- 2007 - Az elsőszülött
- 2006 - Határvidék
- 2005 - Keser-édes

## Díjai
- Arany Medál díj | Az év rendezője (2020)[16]